# Michael Worthy
Michael Worthy (* 30. Oktober 1976) ist ein ehemaliger deutscher Basketballspieler.

## Werdegang
Worthy, ein 1,84 Meter großer Aufbauspieler, stand ab der Saison 1996/97 im Aufgebot des Bundesligisten SSV Ratiopharm Ulm. Er spielte bis 1999 für Ulm, gehörte der Mannschaft auch im Spieljahr 1997/98 an, als man in der deutschen Meisterschaft den zweiten Platz belegte.